# Caius Pomponius Graecinus
Caius Pomponius Graecinus est une personnalité de l'Empire romain, sous Auguste et Tibère, ami du poète Ovide. 

## Biographie
À 21 ans, Caius Pomponius Graecinus est admis à la confrérie religieuse des Frères Arvales. 
Caius Pomponius Graecinus est consul suffect en juillet 16,.
Ami du poète Ovide, celui-ci lui adresse trois Pontiques, qui font partie du recueil de lettres en distique élégiaque où le poète latin se plaint de son exil dans la région du Pont Euxin,. 
En l'an 38, les actes des frères arvales enregistrent son remplacement, date qui est donc celle de son décès. Son nom complet est illisible sur le fragment épigraphique, à l'exception du prénom C., pour Caius ou Cnaeus, mais à l'époque, seuls trois frères arvales avaient un prénom commençant par C : Cn. Cornelius Lentulus, Cn. Domitius Ahenobarbus et C. Pomponius Greacinus. Comme Lentulus décède en 25 et Ahenobarbus en 40, les épigraphistes sont certains que le remplacement de 38 désigne C. Pomponius Graecinus

## Famille
Son frère Lucius Pomponius Flaccus est consul ordinaire après lui en 17.
Il épouse Asinia, fille de Caius Asinius Gallus, consul en 8 av. J.-C.
Enfants
- Pomponia Graecina (Pomponii)